# Roberto Martins
Roberto Martins es un deportista brasileño que compitió en vela en la clase Soling. Ganó dos medallas en el Campeonato Mundial de Soling, bronce en 1977 y oro en 1978.

## Palmarés internacional
| Campeonato Mundial | Campeonato Mundial      | Campeonato Mundial | Campeonato Mundial |
| Año                | Lugar                   | Medalla            | Clase              |
| ------------------ | ----------------------- | ------------------ | ------------------ |
| 1977               | Hankø (Noruega)         | Medalla de bronce  | Soling             |
| 1978               | Río de Janeiro (Brasil) | Medalla de oro     | Soling             |